# Screen Australia
Screen Australia est une agence du gouvernement fédéral australien chargée du financement du cinéma australien, et de certains festivals de cinéma se déroulant en Australie.